# Roman Stepankow
Roman Andrijowycz Stepankow, ukr. Роман Андрійович Степанков (ur. 1 stycznia 1989 w Śniatynie, w obwodzie iwanofrankiwskim) – ukraiński piłkarz, grający na pozycji napastnika.

## Kariera piłkarska
Wychowanek klubu Bukowyna Czerniowce, w barwach którego rozpoczął karierę piłkarską w roku 2005. Latem 2007 został zaproszony do Obołoni Kijów, ale rozegrał tylko 4 mecze w podstawowym składzie, dlatego na początku 2009 przeszedł do Zakarpattia Użhorod. Latem 2009 roku przeniósł się do Arsenału Biała Cerkiew. W 2010 wrócił do Bukowyny. Od września 2012 występował znów w podstawowej jedenastce Arsenału Biała Cerkiew. W sierpniu 2013 został piłkarzem Zirki Kirowohrad, ale już w styczniu 2014 powrócił do czerniowieckiego klubu. W 2015 wyjechał do Polski, gdzie 4 lutego podpisał kontrakt z klubem Puszcza Niepołomice. 15 stycznia 2017 przeniósł się do Karpat Krosno. Po krótkim czasie przeniósł się do GKS Drwinia.

## Sukcesy i odznaczenia

### Sukcesy piłkarskie
Obołoń Kijów
- brązowy medalista Ukraińskiej Pierwszej Ligi:  2007/08

Zakarpattia Użhorod
- mistrz Ukraińskiej Pierwszej Ligi:  2008/09

Bukowyna Czerniowce
- mistrz Ukraińskiej Drugiej Ligi: 2009/10